# تين صبغي
تين صبغي (الاسم العلمي:Ficus tinctoria) هو نوع من النباتات يتبع جنس التين من الفصيلة التوتية.